# 제비뽑기 (단편소설)
제비뽑기는 1948년 6월 26일에 처음 출판된 셜리 잭슨의 단편소설이다. 출판사는 더 뉴요커이다.
소설은 미국의 이름 모를 작은 마을에서 시작된다. 마을은 매년 "제비뽑기"라는 문화의식을 거행하는데, 마을 사람 중 한 명이 우연으로 뽑힌다. 제비뽑기는 마을의 풍요를 위해서 거행된다고 설명되어 있다.
이 소설은 매우 부정적인 반응을 얻었다. 이 소설로 인해 더 뉴요커는 수많은 증오 메일과 구독 취소에 시달렸다. 남아프리카 연합은 이 소설을 금서로 지정하였다.
이 소설은 여러 번 각색되어 사회적, 문학적 분석과 해석을 받았다. 미국 문학사에서 가장 유명한 단편소설 중 하나로 남아있다.

## 줄거리
소설의 작은 마을에서는 매년 시행되는 의식인 제비뽑기가 있다. 마을은 작은 규모를 가지고 있으며, 300명의 주민이 거주하고 있다. 주민들은 기대와 긴장 속에 6월 27일에 열리는 제비뽑기를 기다리고 있다. 아이들은 돌을 모으고 있으며, 성인들은 제비뽑기 의식을 기다리고 있다. 제비뽑기는 풍작을 위해 거행된다고 알려져 있다. 하지만, 몇몇 마을들은 제비 뽑기를 중단하였으며, 근처에 있는 다른 마을도 의식을 중단할까 고민 중이라는 소식이 들려온다.
제비뽑기 준비는 전날 밤 석탄 상인 써머와 우체국장인 그리이브스가 마을의 모든 가문의 목록을 작성하고 가문당 종이를 한 장씩 나눠준다. 종이 대부분은 비어있지만, 그 중 종이 하나는 까만색 점이 붙어 있다고 한다. 종이를 접어 검은색 나무 상자에 넣은 다음, 추첨이 시작될 때까지 써머의 사무실 금고에 보관되어 있다. 수년에 걸쳐 상자는 낡고 변색되어 사용하지 않을 때는 마을 곳곳에 보관되었다.
제비뽑기 당일 오전 10시 직전에 마을 사람들이 모인다. 이는 점심 시간까지 모든 준비를 끝내기 위해서이다. 각 가문의 가장은 종이를 뽑는다. 모든 가장들이 종이를 뽑으면 종이를 펼친다. 빌 허치슨의 가족이 깜만 점이 그려져 있는 종이를 받는다. 이는 그들이 선택되었다는 얘기이다. 그의 아내 테시는 써머가 추첨을 너무 급하게 해서 불공평하다고 항의한다. 하지만 마을 사람들은 테시의 항의를 무시한다. 허친슨 가문은 한 가족으로만 구성되어 있기 때문에 같은 가문의 다른 가족을 뽑는 두 번째 추첨을 하지 않는다.
최종 추첨을 위해 각 가족 구성원의 숫자를 맟춰서 종이를 넣는다. – 빌 테시와 세 자녀. 5명은 각각 종이를 한 장씩 받고, 테시는 까만점이 그려져 있는 종이를 받는다. 마을 사람들은 테시가 제비뽑기의 불공평함에 대해 비명을 지르는 동안 그녀를 돌을 던져 죽이기 시작한다.

## 테마
"The Lottery"의 주요 내용 중 하나는 희생양이다. 마을 사람들은 누군가를 돌로 죽이는 행위를 매년 마을을 정화하고 좋은 일이 일어날 것이라고 믿는다. 이것은 농업에 대한 언급에서 암시되어 있다.
이 소설은 군중심리학에 의해 사람들이 이성을 버리고 보이는 잔인한 행동들을 묘사하여 어떤 곳에서든 잔인하고 사악한 일들이 발생할 수 있다고 암시한다. 결국 사람들은 서로를 쉽게 배신할 수 있다고 설명할 수 있다.
군중심리학과 더불어, 인간이 전통을 이성적인 사고 없이 맹신하는 현상을 보이는데, 이는 큰 문제를 야기할 수 있다고 설명한다.

## 반응
제비뽑기는 매우 충격적인 반전으로 인해 수많은 비판과 항의를 받았다고 한다.

## 각색
이 소설은 만화, 잡지, 교과서에 많이 각색되어서 실린다. "제비뽑기"는 라디오, TV 방송, 1953년 발레, 1969년 및 1997년 영화, TV 영화, 오페라, 그리고 토마스 마틴의 단막극이 만들어진다.

## 같이 보기
- 아간

## 추가 자료
- Oppenheimer, Judy (1988). 《Private Demons: The Life of Shirley Jackson》. New York: Putnam. ISBN 0399133569.